# Ambystoma lermaense
Ambystoma lermaense је водоземац из реда Caudata. 

## Распрострањење
Ареал врсте је ограничен на једну државу. Мексико је једино познато природно станиште врсте.

## Станиште
Станишта врсте су травна вегетација, мочварна и плавна подручја, језера и језерски екосистеми, речни екосистеми и слатководна подручја. Налази се на висоравни централног Мексика, на висини од 2.800 до 3.000 метара.

## Угроженост
Ова врста је крајње угрожена и у великој опасности од изумирања.